# Ottilia Runsten
Ottilia Mathilda Catharina Runsten, född Löfvander 12 februari 1816 i Norrköping, död 16 november 1890 i Stockholm, var en svensk musiker (främst harpist), musikpedagog, salongsvärdinna och prostinna.

## Biografi
Ottilia Löfvander var dotter till magistratssekreteraren i Norrköping Lars Johan Löfvander (1786–1857) och Christina Catharina Berg (1790–1844). Hennes trolovade, musikdirektör Ludvig Andersson, dog på andra lysningens morgon. Hon gifte sig 1845 med filosofie magistern, tidvise föreståndaren för Skytteanska professuren, sedermera prosten och riksdagsmannen (prästeståndet) och teologie hedersdoktorn Jonas Bernhard Runsten i Sollefteå. Makarna hade tre söner, som dog tidigt, och fem döttrar, bland dem Laura Fitinghoff och Malvina Bråkenhielm. Hon bodde i Sollefteå i till makens död 1871, sedan i Södertälje, och flyttade sedan mellan döttrarnas hem till sin död.

## Musiker och värdinna
Ottilia Löfvanders barndomshem var gediget borgerligt med inriktning på välgörenhet och musikalisk bildning, och en för sin tid modern syn på döttrars rätt till bildning. Hon framträdde som tioåring som musiker i Norrköping, och skickades till Stockholm för pianoundervisning av Johan van Boom och harpospelsundervisning av Edward Pratté.
En märklig harpa inköptes av föräldrarna till Ottilia. En av blind‐ och dövpedagogen Pär Aron Borgs unga elever var framstående harpospelare. Pär Aron Borg föreläste i Sverige och utomlands om sin verksamhet, och då han vid ett sådant tillfälle lät sin elev framträda i Sankt Petersburg skänkte Katarina II flickan en pedalharpa i svart och guld. Efter elevens död köpte makarna Löfvander harpan, som Ottilia använde resten av livet i sin undervisning, och den testamenterades till barnbarnet Rosa Fitinghoff.
Kompositören Adolf Fredrik Lindblad sammanförde henne med Jenny Lind, som blev hennes vän för livet; en tid undervisade hon Jenny Lind i harpa, och Jenny Lind undervisade henne i sång. Hon uppmanades i Stockholms musikkretsar att bli professionell musiker, men Jenny Lind avrådde.
Efter giftermålet med Jonas Bernhard Runsten gjorde Ottilia Runsten och maken Sollefteå prästgård till ett betydande kulturcentrum. Fastän prästgården låg i landsorten var hon salongsvärdinna i enlighet med tidens salongskultur; många av tidens kulturpersonligheter gästade Sollefteå, bland andra Carl XV, Oscar II, Jenny Lind, Fredrika Bremer, Elias Sehlstedt, August Sohlman och Ludvig Josephson. Genom makarna Runsten knöts Sveriges offentliga Stockholmsbaserade professionella kulturliv ihop med Norrlandsbygdens amatörmusicerande, och prästgården blev i vissa fall en språngbräda till högre utbildning. Ottilia Runsten undervisade en son i Sollefteåfamiljen Sjödén, Adolf Sjödén, i harpa; han studerade vidare för hennes förre lärare Edward Pratté, och gjorde internationell karriär som harpist.
Makarna Runstens döttrar fick samma gedigna musikutbildning som modern. Jenny Lind erbjöd sig att fortbilda en av döttrarna till sångerska, men makarna Runsten avböjde, eftersom dottern skulle behöva bosätta sig i London. Ingen av döttrarna blev yrkesmusiker, utan två av dem blev författare. Dottern Laura Fitinghoff har i En liten verld bland fjällen med teckningar av Jenny Nyström skildrat det Runstenska hemmet.